# إدواردز بارهام
إدواردز بارهام هو شخصية أعمال وفلاح وسياسي أمريكي، ولد في 10 يوليو 1937 في لويزيانا في الولايات المتحدة، وتوفي بنفس المكان في 17 أكتوبر 2014. نشط حزبياً في الحزب الجمهوري. وقد انتخب عضو مجلس ولاية لويزيانا ‏.